# 林彪事件
林彪事件（りんぴょうじけん）は、1971年に中華人民共和国で発生した、林彪（中国共産党中央委員会副主席）による、毛沢東（中国共産党中央委員会主席）の暗殺未遂及びクーデター未遂事件、及びその後の亡命未遂事件。「9・13事件」とも呼ばれる。

## 経緯

### 毛沢東の後継者に認定

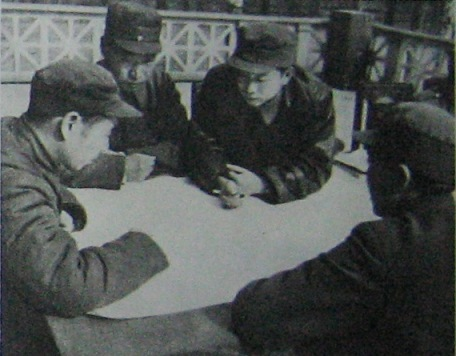
国共内戦時代の林彪（写真左）

林彪は、日中戦争や国共内戦で活躍し「十大元帥」（序列は、朱徳、彭徳懐につぐ第3位）にも列され、1949年の中華人民共和国成立後に中国共産党中央人民政府委員や中南軍区司令員、中国共産党中央委員会副主席（1958年八全大会第二次会議、当時は劉少奇、周恩来、朱徳、陳雲も副主席）、中共中央軍事委副主席に選出された。
その後、文化大革命勃発直後の1966年8月に開かれた中国共産党第八期中央委員会第十一回全体会議（第8期11中全大会）で唯一の中国共産党副主席となり、「実権派（走資派）からの奪権」が一段落した1969年4月に行われた第9回中国共産党大会（「9全大会」）では毛沢東の後継者として公式に認定された。

### 林彪と毛沢東の対立
林彪の妻葉群および四大金剛と呼ばれた部下の将軍黄永勝、呉法憲、邱会作、李作鵬も政治局委員に選出され、林彪の政治的立場も大幅に強化された。しかし文化大革命に際して毛沢東と対立した劉少奇の失脚以後、空席となっていた国家主席のポスト廃止案に同意せず、毛沢東に野心を疑われることになる。
また、林彪と毛沢東には対外政策での意見の食い違いがあり、これが反目につながったとも言われる。1969年3月に起きた珍宝島事件を契機に、毛沢東はソビエト連邦の脅威をますます実感するようになった。そのため「二正面作戦をとるのは上策ではない」として、かつては「米帝（アメリカ帝国主義）」と罵り敵視していたアメリカに接近を試みる。一方、林彪は「あくまでも敵はアメリカである」と主張したという。しかし林彪グループの一員・呉法憲は、死後に香港で刊行された回想録で「林彪グループは外交政策には特に意見はなく、林彪らがアメリカ接近に反対したというのは事実ではない」と述べている。
なお、林彪事件の翌年1972年2月にアメリカのリチャード・ニクソン大統領が北京を訪問して毛沢東と会談し、中華人民共和国を事実上「中国の政府」として認めた（ニクソン大統領の中国訪問を参照）。
また、林彪が息子である林立果（既に空軍のナンバー２になっていた）への世襲を画策しており、毛はそれを嫌ったという説もある。
その後、1970年中共中央九期二中全会などで林彪とその一派は、毛沢東の国家主席就任や「毛沢東天才論」を主張して毛沢東を持ち上げ懐柔しようと試みたが、野心を疑い続けた毛沢東に批判されることになる。

### 毛沢東暗殺計画
さらに、林彪らの動きを警戒した毛沢東が、林彪とその側近に対し粛清に乗り出したことから、1971年3月27日には、林彪の息子で空軍作戦部副部長だった林立果が中心となり、地方視察中の毛沢東を爆殺し、同時にその後の権力掌握のためのクーデターを実行し、広州で新政権を樹立することなどを画策した計画書「五七一工程紀要」（「五七一/Wǔqīyī」=「武装起義/Wǔzhuāng Qǐyī」、いわゆる「クーデター」）を作成することになる。
なお、林立果らは「五七一工程紀要」の中で、「毛沢東は真のマルクス・レーニン主義者ではなく、孔孟の道を行うものであり、マルクス・レーニン主義の衣を借りて、秦の始皇帝の法を行う、中国史上最大の封建的暴君である」、「中国を人民の相互軋轢によるファシズム独裁国家に変えてしまった」という記述を記している。

### 暗殺計画失敗
その後の1971年8月から9月にかけて南方を視察中の毛沢東が、視察先で林彪らを「極右」として猛烈に批判したことを機に、身辺の危機を感じた林彪とその側近らは、9月5日に毛沢東の乗った専用列車を爆破する暗殺計画の実行を決意し、8日に実行に移した。
これに併せ林彪と林立果、妻の葉群や側近らは毛沢東暗殺計画成功後のクーデターの準備のために河北省北戴河に移った。なお、毛沢東暗殺計画成功の暁には北戴河から北京に戻り、副主席の林彪が毛沢東党主席の後継者となるつもりであった。また、計画失敗の際は広州で林彪を首班とする新政権を樹立、もしくは当時中華人民共和国と対立関係にあったソビエト連邦へ亡命する計画であった。
しかし事前に暗殺計画の情報が毛沢東らに漏れたために、毛沢東らは専用列車を当初の杭州から直接北上させ上海で下車するルートから、紹興へ迂回させた上で、上海で下車せず12日に北京へと戻るルートを取ったために爆破に至らず、最終的に暗殺計画は失敗した。
なお、「暗殺計画の情報が毛沢東に漏れたのは、林彪の娘の林立衡が毛沢東側近の周恩来総理に密告したため」との説があり、現在はこの説が定説となっている。「当初、林彪は毛沢東暗殺まで考えていなかったが、最終段階になって息子の林立果にクーデターと暗殺計画を打ち明けられ、急遽実行を了承した」という説もある。また暗殺計画は林立果と葉群らが立案したもので、林彪は関与していなかったという説もある。林彪側近軍最高幹部で林彪事件の政治責任を問われた黄永勝・呉法憲・李作鵬・邱会作らは、事件は彼らにとっても寝耳に水だったと回想している。邱会作は、もし林彪が実際にクーデターを企てていたなら必ず自分たちに相談があった筈だ、「林彪は大軍事家であり、実戦経験も豊富であることを忘れてはならない。林彪がもしクーデターを実行したなら必ず成功していただろう」、と述べて、林彪の関与に否定的な見方を示している。
また、西側の研究でも林彪がクーデターに積極的に関わった可能性は低いと考えられている。

### 逃亡

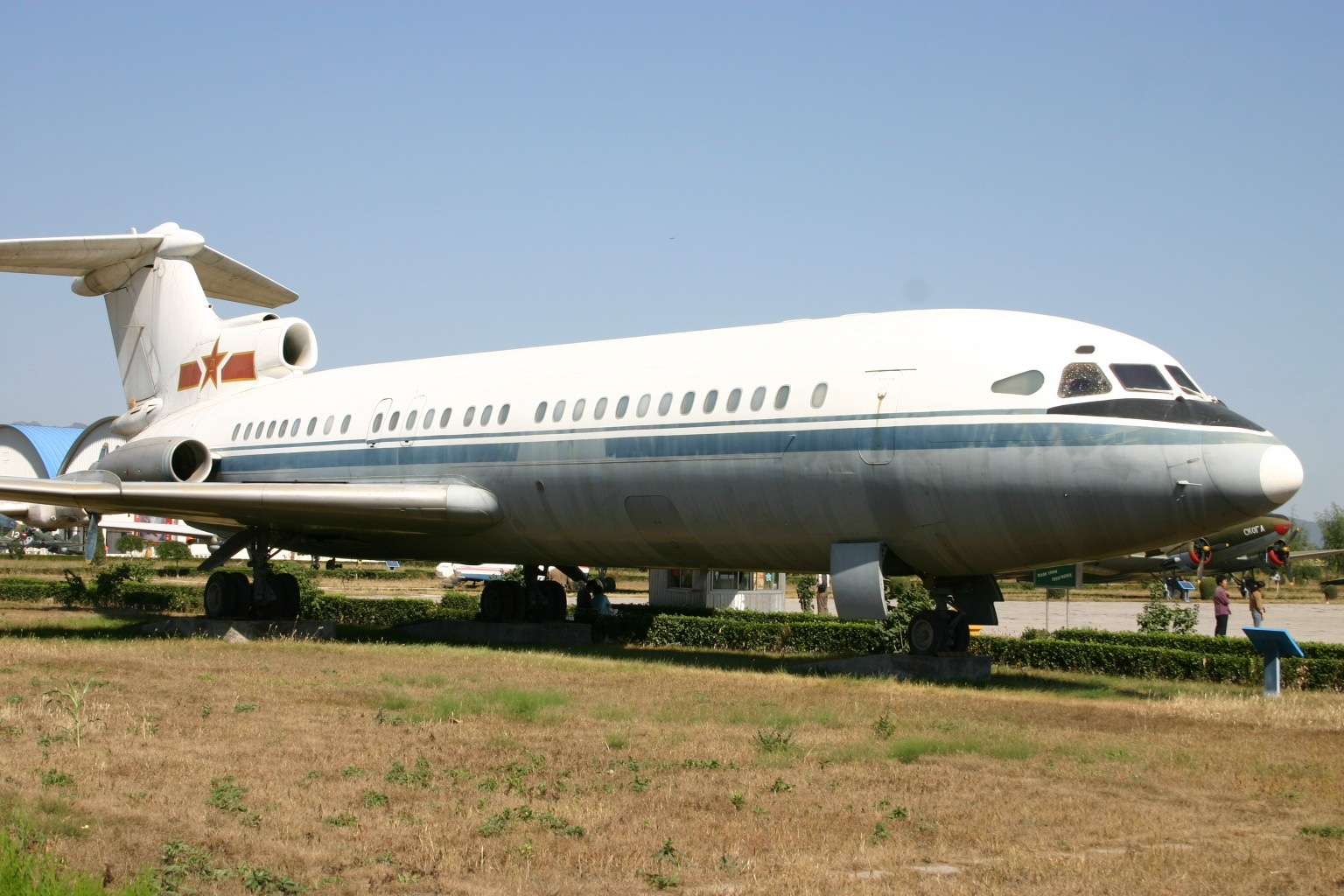
ホーカー・シドレー トライデント1E型機（同型機）

9月12日の夕方に、毛沢東暗殺に失敗したことを知った林彪と側近らは、中国人民解放軍が所有するイギリス製のホーカー・シドレー トライデント1E型機（シリアルナンバー256、パキスタン国際航空が1965年に導入して運用後に中華人民共和国に譲渡。塗装は中国民航のものを軍仕様にしたものであった）を北京市郊外の基地から、林彪らが待つ河北省北戴河の山海関にある中国人民解放軍空軍基地へ移動させた。
その後、林彪らはトライデント機を大連に向けて飛ばすと通告したが、暗殺計画とその後のソビエト連邦への亡命計画を知った周恩来から、同機の離陸阻止の命令を受けた現地の山海関8341部隊が林彪らの乗った自動車を発見し、空港へ向かうのを阻止すべく銃撃したものの失敗した。

### トライデント機墜落
翌13日の未明に林彪や林立果、葉群、パイロット、整備士ら計9名を乗せたトライデント機は山海関空軍基地を強行離陸し、ソビエト連邦に向けて逃亡したものの、モンゴル人民共和国のヘンテイ県のベルフ市の10キロ南方付近に不時着陸を行おうとして失敗し、9人全員が墜落死した。
翌日モンゴル政府は領空侵犯と墜落を確認し、許文益駐モンゴル特命全権大使に対してトライデント機の領空侵犯について抗議した。その後、許文益らは墜落現場を確認したが、林彪らの遺体について中華人民共和国当局は返還を要求せず、現地での埋葬に同意した。また、事件翌日にモンゴルの友好国であるソ連のKGBは現地に赴き、モンゴル国内に墜落したトライデント機の中から9体の焼死体を回収、その中の1体を林彪と断定した。日中戦争当時、林彪は頭部の戦傷の治療のため、ソ連の首都のモスクワに赴いたが、その当時のカルテが保存されていた。その焼死体の頭蓋骨部分に認められた傷とカルテの記載が一致、これが決め手になったという。
ブラックボックスは、ソ連に解析が依頼された。なお、トライデントの墜落の理由として、燃料切れによる墜落説と、機内での発砲による墜落説、ソ連による地対空ミサイルでの撃墜説ほかがある。当時のモンゴルとソ連の合同調査による報告書では、「墜落時に長時間にわたり広範囲で火災が発生しており、飛行継続可能な燃料があった証拠」として燃料切れによる墜落説を否定し、併せて墜落機内の調査により撃墜説を否定している。また、現場から8丁の銃が見つかっており、そのうち1丁には銃弾1発が装てんされていたため、機内が緊迫した状況だったことを示唆した。だが、機内や遺体には銃弾がなかったことから、機内での銃撃説には否定的見解を示している。報告書では墜落の直接の原因を「操縦ミス」としている。
なお、林彪らの逃亡の通報を受けた毛沢東は「天要下雨、娘要嫁人、譲他去吧（空が雨を降らすのも、寡婦が再婚するのも、食い止められるものではないので、成り行きに任せよ）｣と言い、林彪らの乗ったトライデント機の撃墜の指令は出さなかったといわれる。

### その後
中国共産党政府は、事件後に林彪の反乱と失脚を中国共産党内と人民解放軍内の一部のレベル以上の人間のみに伝達したものの、林彪の逃亡と墜落死など、事件についての詳細な事後報道は一切行わなかった。この様に事件の概要が軍政府内の一部に伝達されなかった上に、文化大革命中で西側のみならず東側の主要メディアすら中華人民共和国から追放されていたために、事件の概要が諸外国に伝播するまでに時間がかかった。しかし、事件後間もなく林彪の逃亡と墜落死についての臆測記事が、西側のメディアでも報じられるようになった。
事件後にはモンゴルの通信社が、「領空侵犯した航空機が領土内に墜落した」という事実報道のみを伝えたほかは、正式な報道はほぼ皆無であったが、新華社が事件から約10ヶ月後の1972年7月28日に事件概要を短く報じた。その後、林彪は1973年に党籍剥奪され、中国共産党により「批林批孔運動」が起こされる。1980年には中国共産党は「林彪は反革命集団の主犯」と断定し、激しく批判した。

## 事件報道

### 報道管制
この林彪事件は、上記のように事件からしばらくの間は、その概要だけが人民解放軍と中国共産党政府内の一部の人間にのみ伝えられたことや、ほとんどの西側諸国のマスコミを国外追放に追い込んだ文化大革命の真っただ中に起こったことから、西側だけでなく東側諸国を含む殆どのマスコミ機関は、事件の詳細だけでなく、事件そのものの発生すら正確に報じることが出来なかった。

### 臆測報道
事件発生の約2週間後の9月26日に、10月1日に行われる予定であった国慶節パレードが突然中止されることが発表され、併せて人民日報の紙上にも林彪の名が現れなくなったので、「毛沢東重病説」や、「何か重大な政変があったのではないか」との観測が世界中に広まった。
さらに10月1日には、「モンゴル領内で国籍不明機が墜落した」というモンゴル国営通信社電を各社が一斉に報じ、それと同時に林彪失脚の噂が世界的に広まる。10月は日本の朝日新聞以外の主要各紙とも、北京を訪問中のルーマニア高官が乾杯で林彪の名前を省略したこと（10月12日、AFP電）を伝えたり、「林彪重病説」（10月9日、ニューヨーク・タイムズ）を伝えるかと思えば、『中国画報』という雑誌に林彪の写真が掲載されていること（10月27日、ロイター電）を伝えたりとブレがあるが、11月頃からは失脚の可能性を伝える報道が主流となる。例えば産経新聞は11月2日付け外報トップで、「ナゾ深める”林彪氏失脚”の原因」という記事を掲載している。
またこの頃には、中華人民共和国内にネットワークを持っている中華民国の諜報機関経由で、香港にいる西側諸国の諜報関係者やマスコミ関係者に事件の概要と林彪の死亡が伝えられていた。

## 林彪事件を題材とした作品
- 夏之炎『虹の彼方に消ゆ—小説・林彪事件』（文藝春秋,1979年）
- 矢作俊彦・大友克洋『気分はもう戦争』（1982年） - 実はトライデント機には乗らず別の場所で死亡していたという設定。